# حسن السيد عبد الله
حسن عبد الله هو محافظ البنك المركزي المصري منذ (18 اغسطس 2022) وذلك بعد استقالة المحافظ السابق طارق عامر من منصبه.

## نشأته
ولد في 1 أغسطس عام 1960 بالقاهرة وتلقى تعليمه في المرحلة الابتدائية والثانوية بمدرسة بورسعيد بالزمالك، ثم التحق بالجامعة الأمريكية في القاهرة.

## المؤهلات الدراسية
حصل على بكالوريوس إدارة الأعمال من الجامعة الأميركية عام 1982. كما حصل على ماجستير في إدارة الأعمال من الجامعة الأمريكية عام 1992. إلي ان أصبح عضوا في هيئة التدريس بالجامعة الأميركية في القاهرة وعضوا للمجلس الاستشاري الإستراتيجي في كلية إدارة الأعمال بالجامعة.

## المسيرة المهنية

### البنك العربي الإفريقي الدولي
بدأ حسن عبد الله مسيرته المهنية بالعمل في البنك العربي الإفريقي الدولي في مصر عام 1982. ثم انتقل إلى فرع البنك ذاته في نيويورك بالولايات المتحدة الأمريكية عام 1988 وتدرج بالمناصب ليتم تعيينه بعد ذلك مساعداً للمدير العام في البنك العربي الأفريقي عام 1994، ثم مديرا عاما للبنك عام 1999 وتم تعيينه نائبا لرئيس مجلس الإدارة والعضو المنتدب عام 2002. ونجح في دمج بنك مصر أمريكا الدولي بالبنك العربي الأفريقي في صفقة بلغت قيمتها نحو 240 مليون جنيه في مايو عام 2005
حصل البنك في عهده على جائزة أفضل بنك في مجال المسئولية الاجتماعية للشركات بالشرق الأوسط من قبل مؤسسة يورومني.
وجائزة أفضل بنك استثماري في مصر من قبل مؤسسة جلوبال بانكينج آند فاينانس ريفيو.

### البنك المركزي المصري
كان حسن عبد الله عضوا في مجلس إدارة البنك المركزي فترة تولي الدكتور فاروق العقدة منصب محافظ البنك المركزي. إلى ان تم ترشيحه لتولي منصب محافظ البنك المركزي خلفا لطارق عامر في أغسطس عام 2022. وكانت أبرز قراراته التي إتخذها رفع حد السحب اليومي للأفراد والشركات.

### المناصب والعضويات
شغل حسن عبد الله العديد من المناصب والعضويات في مختلف المجالات ومنها:
- الرئيس التنفيذي للبنك العربي الأفريقي الدولي لمدة 16 عاما حتي عام 2018.[16]
- رئيس شركة المتحدة للخدمات الإعلامية (بالإنجليزية: UMS)‏ حتى أغسطس 2022.[10]
- رئيس مجلس إدارة الاتحاد العام للمصارف العربية والفرنسية في مدينة هونغ كونغ[17]
- عين عضوًا بمعهد التمويل الدولي والمجلس الاستشاري للأسواق الناشئة EMAC[18]
- شغل عضوية تاسيس مجلس الوطني المصري للتنافسية[19]
- عين عضوًا بمجلس أمناء المعهد المصرفي المصري.[20]
- محافظ البنك المركزي المصري منذ (22 أغسطس 2022) حتى الآن.[21]

## أبرز قراراته
- اطلاق نظام مؤشر سعر الجنيه الذي يعتمد علي تحرير سعر الصرف وعدم ارتباطه بالدولار فقط لتحديد سعر صرف الجنيه بناء علي متوسط سعره أمام عملات دول العالم بجانب الذهب.[22]
- إلغاء استخدام الاعتمادات المستندية في تمويل الاستيراد تدريجيًا، حتى إلغائها نهائيًا في ديسمبر 2022[23]